# W Chamaeleontis
W Chamaeleontis är en pulserande variabel av Mira Ceti-typ (M)  i stjärnbilden Kameleonten.
Stjärnan har en visuell magnitud som varierar mellan +11,5 och 16,4 med en period av 294 dygn.